# Vaur
Vaur (en francès Vaour) és un municipi francès situat al departament del Tarn i a la regió d'Occitània.

## Demografia
| 1962                                       | 1968 | 1975 | 1982 | 1990 | 1999 | 2006 | 2007 |
| ------------------------------------------ | ---- | ---- | ---- | ---- | ---- | ---- | ---- |
| 302                                        | 405  | 352  | 310  | 295  | 247  | 285  | 290  |
| Des de 1962: població sense dobles comptes |      |      |      |      |      |      |      |

## Administració
| Període | Identitat        | Partit |
| ------- | ---------------- | ------ |
| 2001-   | Georges Bousquet | PS     |